# Tropidodipsas
Genre
Tropidodipsas est un genre de serpents de la famille des Dipsadidae.

## Répartition
Les sept espèces de ce genre se rencontrent au Mexique et en Amérique centrale.

## Liste des espèces
Selon The Reptile Database (30 décembre 2015) :
- Tropidodipsas annulifera Boulenger, 1894
- Tropidodipsas fasciata Günther, 1858
- Tropidodipsas fischeri Boulenger, 1894
- Tropidodipsas philippii (Jan, 1863)
- Tropidodipsas repleta Smith, Lemos-Espinal, Hartman & Chiszar, 2005
- Tropidodipsas sartorii Cope, 1863
- Tropidodipsas zweifeli Liner & Wilson, 1970

## Publication originale
- Günther, 1858 : Catalogue of Colubrine Snakes in the Collection of the British Museum, London, p. 1-281 (texte intégral).